# Cushman Kellogg Davis
Cushman Kellogg Davis (Henderson, 16 de Junho de 1838 - Saint Paul, 27 de Novembro de 1900) foi um político americano Republicano que serviu como o sétimo Governador de Minnesota e como Senador dos Estados Unidos de Minnesota.

## Primeiros anos e a Guerra Civil Americana
Davis nasceu em Henderson, Nova York, filho de Horatio N. Davis e Clarissa Cushman. Sua família mudou-se para o Território de Wisconsin antes de completar um ano de idade (seu pai passou a servir como membro do Senado de Wisconsin várias vezes). Cushman estudou na Carrol University e na Universidade de Michigan, graduando-se em 1857. Foi aceito na Ordem em 1860, logo encontrou-se servindo na Guerra Civil Americana no 28º Regimento de Infantaria Voluntário de Wisconsin, servindo primeiro como tenente encarregado da Companhia B desse regimento voluntário. Estava em combate nas campanhas ocidentais e depois em 1864 como assistente do General Willis A. Gorman.

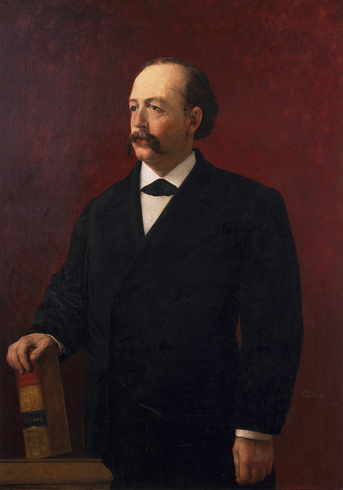
Davis durante seu mandato como Governador de Minnesota

## Carreira política
Davis retornou à sua casa em 1864 devido a problemas de saúde. Mudou-se para Saint Paul, Minnesota devido à sua reputação como estância termal e começou a exercer uma carreira jurídica e política. Foi eleito para a Câmara dos Representantes de Minnesota de 1867 até 1868 e foi nomeado Procurador-Geral dos Estados Unidos de 1868 até 1873. Renunciou seu cargo para candidatar-se como candidato Republicano para governador de Minnesota e venceu. Durante seu mandato, criou uma comissão estadual de comissários de ferrovias, alterou a constituição estadual para permitir que as mulheres votassem em assuntos escolares e que ocupassem cargos eleitos, além de fornecer assistência aos agricultores afetados por uma praga de gafanhotos. Serviu um mandato de 1874 até 1876 e recusou-se a ser renomeado para um segundo mandato.

## A volta para a carreira jurídica e a segunda carreira política
Voltando à sua carreira jurídica, Davis defendeu com sucesso o Juiz Sherman Page em seu julgamento de impeachment de 1878. Também formou uma parceria com Frank B. Kellogg e Cordenio Severance. Em 1887, foi eleito ao Senado dos Estados Unidos. Serviria no 51º, 52º, 53º, 54º, 55º e no 56º Congressos dos Estados Unidos, de 1887 até 1900. Estava envolvido com a legislação relacionada às reformas e à construção das Soo Locks. No início de 1897, foi o presidente do Comitê de Relações Exteriores do Senado e estava diretamente envolvido com a sequência de eventos que levaram à Guerra Hispano-Americana. Também esteve presente nas negociações para o Tratado de Paris, que terminou a guerra.

## Vida pessoal
Davis casou-se com Laura Bowman em 1862. E casou-se novamente com Anna Malcom Agnew Fox em algum momento da década de 1880.

## Honrarias
Davis foi eleito membro da Sociedade Antiquária Americana em 1894.

## Morte
Davis morreu ainda no cargo em 1900. Está sepultado no Cemitério Nacional de Arlington em Virgínia.